# Igreja de Nossa Senhora da Corrente
A Igreja de Nossa Senhora da Corrente é uma das edificações católicas da cidade brasileira de Penedo, Alagoas.
Tombada pelo IPHAN, possui detalhes arquitetônicos do barroco, rococó e neoclássico, decorada com azulejos portugueses do Império e piso de cerâmica inglês.

## Origem
Foi iniciada em 1764 pelo capitão-mor José Gonçalo Garcia Reis e concluída por volta de 1790 pelo capitão de ordenança André de Lemos Ribeiro.
A origem do nome do templo é explicada por várias origens, associadas ao imaginário popular. A primeira está associada ao sobrenome de uma das suas benfeitoras, Ana Felícia da Corrente,  e à padroeira da igreja, Nossa Senhora, além da proximidade com um rio. Outros acreditam que o nome foi dado pelo português José Gonçalo Garcia Reis, que, conseguindo libertar-se de uma prisão da sua pátria, fugiu para o Brasil e chegou a Penedo ainda com um pedaço da corrente.
Uma versão difundida na cidade sobre a Igreja Nossa Senhora da Corrente afirma que ela possuía um compartimento secreto à esquerda do altar utilizado para esconder os escravos fugitivos.

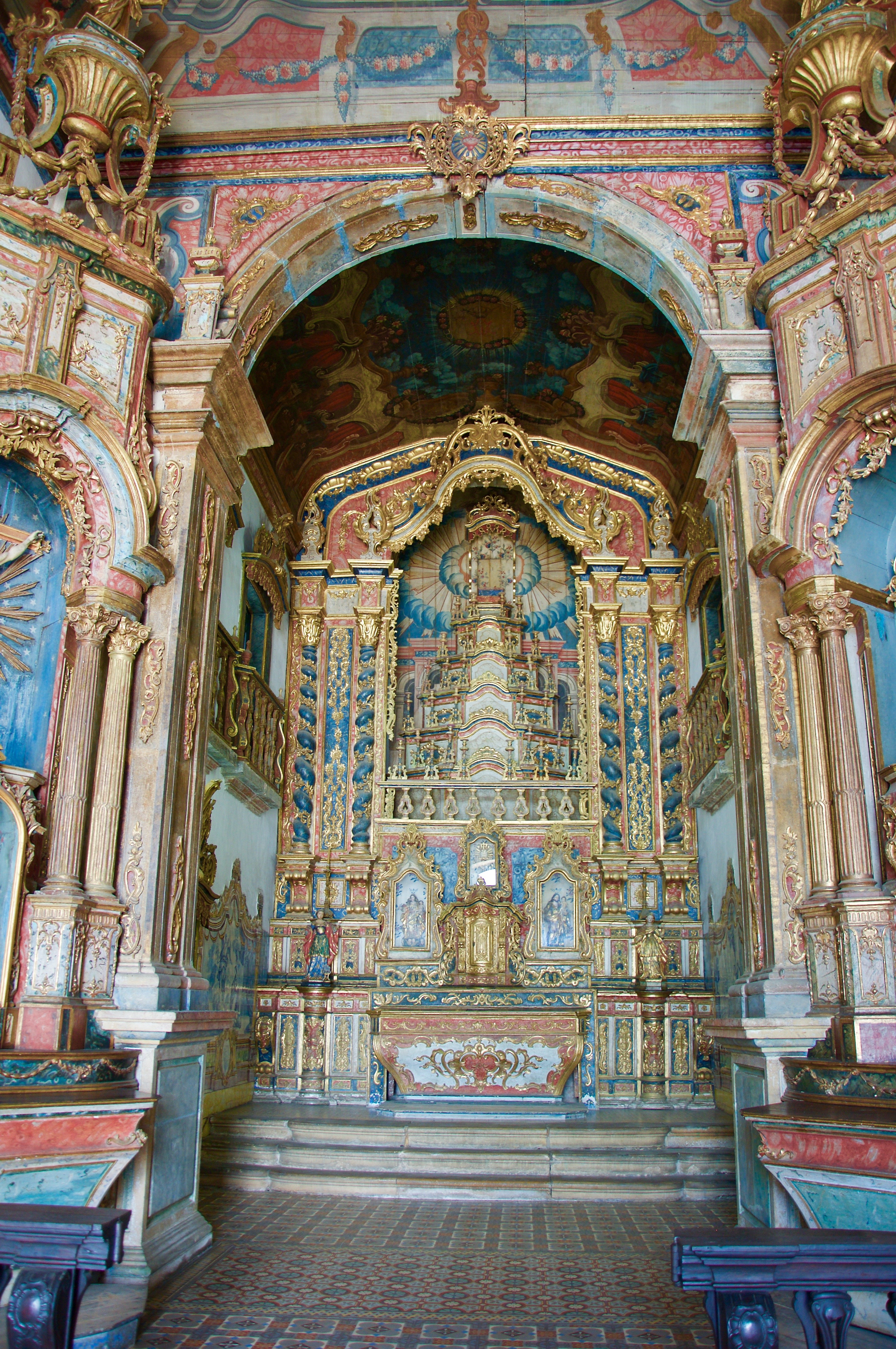
Altar-mor

## Detalhes arquitetônicos
A igreja tem como elementos decorativos destacáveis o altar-mor, arco-cruzeiro, sanefas e púlpitos. O concheado tem sinuosidade preciosa, colocado sobre um fundo jaspeado com detalhes em vermelho e ouro, valorizado pelo fundo branco e por feixes de luz que chegam da fachada.
Pequenas estátuas portuguesas, em estilo presépio, também são elementos graciosos do conjunto.
Germain Bazin disse que a decoração da igreja é "um conjunto admirável", o que faz do templo, "quase desconhecido", "um dos mais bonitos do Brasil".